# Saeroen
Saeroen (EYD: Saerun) (Yogyakarta, XX secolo ... – Bogor, 6 ottobre 1962) è stato un giornalista, sceneggiatore e scrittore indonesiano, attivo principalmente nel cinema tra gli anni quaranta e cinquanta del Novecento.
Nato a Yogyakarta, divenne giornalista dopo aver lavorato in una stazione ferroviaria. A metà degli anni Trenta fondò il quotidiano Pemandangan con Raden Hajji Djunaedi, per il quale scrisse editoriali con il nome di penna Kampret. Quando il giornale chiuse, entrò nell'industria cinematografica come sceneggiatore, debuttando con il film di Albert Balink Terang Boelan (1937) e collaborando poi principalmente con le case di produzione Tan's Film e Union Films. Gran parte dei suoi ultimi anni la spese lavorando con diverse pubblicazioni minori.

## Biografia

### Carriera giornalistica
Saeroen nacque a Yogyakarta, nelle Indie orientali olandesi, da un cortigiano (abdi dalem) e sua moglie. Dopo aver fallito il completamento dei suoi studi in due diverse scuole elementari, in un periodo nel quale si guadagnò da vivere pulendo le carrozze trainate da cavalli e consegnare giornali, superò una prova scritta equivalente a un diploma di scuola elementare. Si recò quindi a Batavia (l'attuale Giacarta) per lavorare in una stazione ferroviaria. Dopo diversi mesi gli fu chiesto di collaborare alla pubblicazione di notizie dei dipendenti delle ferrovie, Vereniging van Spoor-en TramPersoneel. Appassionato di giornalismo, decise di abbandonare la sua occupazione per venire assunto presso alcune testate giornalistiche nazionali, quali le cino-indonesiane Siang Po e Keng Po. Ad un certo punto fondò egli stesso un giornale, il Pemandangan, con Raden Hajji Djunaedi, nel quale scrisse editoriali accesi con il nome di penna Kampret (ovvero, in italiano, microchirottero). All'epoca gli editoriali erano i pilastri delle pubblicazioni minori e molti giornalisti erano meglio conosciuti con i loro nomi di penna che con i loro veri nomi. Sebbene la circolazione dei quotidiani fosse in crescita, le colonne di Saeroen portarono alla chiusura del suo periodico da parte del governo coloniale olandese a metà degli anni Trenta. Secondo quanto riferito, ciò avvenne a causa di un editoriale nazionalista in cui egli definì Mohammad Husni Thamrin come il primo ministro di una "Repubblica unita indonesiana".

### Carriera cinematografica

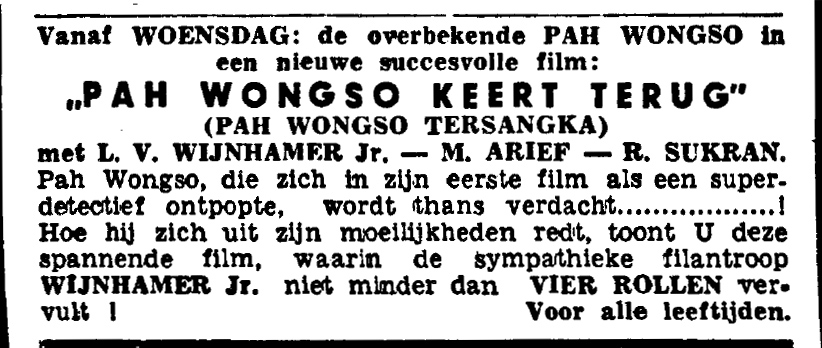
Pubblicità del film Pah Wongso Tersangka su un giornale olandese

In seguito alla chiusura del Pemandangan e alla nuova istituzione dell'agenzia di stampa Antara, che stava acquisendo maggiore forza, a Saeroen fu chiesto di dirigere il ramo per i nativi presso l'olandese Aneta, dove fu anche traduttore. Intorno al 1936 fu avvicinato da Albert Balink e i fratelli Wong, che lo convinsero a lavorare al loro nuovo progetto cinematografico, Terang Boelan, formalmente solo per migliorare i dialoghi, ma in seguito anche per sceneggiarlo completamente. Dato che Saeroen aveva avuto esperienza con le famose compagnie teatrali toneel, era in grado di scrivere una storia che attingeva alle tradizioni teatrali e divenne popolare tra i nativi. Il film, una storia d'amore con protagonista Rd Mochtar e Roekiah, si rivelò un successo commerciale, guadagnando 200 000 dollari dello Stretto nella Malesia britannica; fu inoltre il maggior successo di tutti i tempi in quella zona geografica, fino a Krisis del 1953, uscito dopo che l'Indonesia divenne indipendente.
Dopo il successo di Terang Boelan e l'emigrazione di Balink negli Stati Uniti, gran parte del cast e della troupe furono comprati dalla Tan's Film. Il primo film di Saeroen con questa compagnia,  Fatima  (1938), fu anch'esso un trionfo, guadagnando 200 000 gulden, a fronte di un budget di soli 7 000. Intorno al 1939 fu arrestato per aver influenzato i media nazionali con fondi giapponesi, trascorrendo nove mesi in prigione. Durante quell'anno scrisse anche Gagak Item per la Tan's, un'opera ispirata a Zorro.
Nel corso dei due anni successivi scrisse altri quattro lungometraggi e riprese la sua attività giornalistica per l'appena rifondato Pemandangan. Nel 1940 sceneggiò tre produzioni per la Union Films: Harta Berdarah, una storia ricca di azione, Bajar dengan Djiwa , un dramma che segue le interazioni tra diverse famiglie, tra cui il filantropo Basuki e il fannullone Umar, e Asmara Moerni, del quale però fu autore solo del soggetto. Nel 1942 scrisse due opere per la Star Film: Ajah Berdosa, e Pah Wongso Tersangka

### Ultimi anni
Sono sconosciute le attività di Saeroen durante l'occupazione giapponese (1942-1945) e la conseguente  rivoluzione nazionale (1945-1949). Ricompare nel 1953, quando riprende a scrivere diversi articoli (firmati con il suo vero nome stavolta) di quotidiani quali Lukisan Dunia, Dewan Rakjat e Warta Bogor, quest'ultimo diretto da lui stesso.
Parallelamente a ciò, Saeroen aprì e gestì diversi hotel in Cipayung chiamati come alcune specie di pipistrello, tra cui Kampret, Kalong (in italiano,  volpi volanti) e Kelelawar (Hipposideros) e allevò il figlio dell'attrice Titien Sumarni dopo la morte di lei. Morì a Bogor, Giava occidentale, il 6 ottobre 1962.

## Filmografia
- Terang Boelan, regia di Albert Balink (1937)
- Fatima, regia di Joshua ed Othniel Wong (1938)
- Gagak Item, regia di Joshua ed Othniel Wong (1939)
- Harta Berdarah, regia di Rd Ariffien e R Hu (1940)
- Bajar dengan Djiwa, regia di R Hu (1940)
- Lintah Darat, regia di Wu Tsun (1941)
- Ajah Berdosa, regia di Wu Tsun (1941)
- Pah Wongso Tersangka, regia di Wu Tsun (1941)
- Asmara Moerni, regia di R Hu (1941)
- Wanita dan Satria, regia di Rd Ariffien (1941)

## Opere
- Wanita dan Satria (1941)
- Asmara Moerni (1941)